# イーオン・フラックス
『イーオン・フラックス』（原題：Æon Flux）は、2005年、アメリカのMTVフィルムズ製作、ギャガ・コミュニケーションズ配給、ジェネオンエンタテインメント協力、カリン・クサマ監督、シャーリーズ・セロン主演のSF映画。日本の劇場公開は2006年3月11日。

## 作品概要
『アニマトリックス』の監督としても知られるピーター・チョンが1995年に製作したアニメ『AEon Flux』は10エピソードがMTVの短編アニメ映画として放送された後、コミックス化されるなどカルト的人気の作品である。
主人公イーオンこそ同じであるアニメ版では、彼女は各回の最後に死亡してしまう。映画では主人公が何度も死ぬ構成はとっていないが、飛行船のデータバンクからのダウンロードで復活可能な設定は継承されている。アニメではハイレグなど肌の露出した衣装だったが、セロンは着れないと固辞した。
作中には監督のカリン・クサマの父方の祖国である日本の障子、畳、番傘、桜など和風なアイテムが散見され、バウハウス建築様式の町並みと合わせ、和洋折衷な不思議な雰囲気となっている。

## ストーリー
2011年に致死性のウイルスが突如発生、人類の99%が死滅したことで、世界は人類滅亡の危機に陥った。科学者トレヴァー・グッドチャイルドの開発したワクチンで生き残ったわずか500万人の人類は、救世主の子孫グッドチャイルド一族の圧政的な管理化の下、汚染された外界と壁で隔てられた都市ブレーニャで暮らしていた。病気も飢餓も戦争もないユートピア都市は秘密と虚偽で成り立っていた。
2415年、反政府組織「モニカン」の革命戦士イーオン・フラックスには、幸せな結婚をした妹ウナがいた。ところが妊娠したばかりの妹が反政府分子として抹殺され、イーオンは政府に復讐を誓う。政府要塞の警備システムの解除法を得た「モニカン」は、現君主トレヴァー8世の暗殺指令をイーオンに下す。2本の足を手に変えた改造人間シサンドラを援護に付け要塞に進入したイーオンだったが、トレヴァーを探し出して銃を突きつけた瞬間、彼と愛し合う自分の姿がありありと浮かんだ。イーオンを見たトレヴァーは彼女を別の名で呼ぶ。混乱するイーオンの頭に突然激痛が走る。イーオンはトレヴァーを殺せないまま意識を失い、崩れ落ちた。
目を覚ますとイーオンは独房に監禁されていた。事前に仕掛けていた追尾式の小型爆弾で脱出するが、トレヴァーにカプセルを与えられ、そのメッセージを読み取った彼女はトレヴァーのもとへと戻る。イーオンは戦おうとも逃げようともしない丸腰のトレヴァーに銃を突きつけるが、憎いはずの彼をどうしても撃つことができない。自分が自分ではない感覚に支配されていく。そしてトレヴァーに優しく肩を抱かれ、腕に包まれる。イーオンはもがいたが無駄だった。体が全く言うことを聞かない。トレヴァーへの愛おしい気持ちが津波のように押し寄せ、彼の体が欲しい衝動に襲われたイーオンはどうにかして抑え込もうとしたが、抵抗しようと必死にもがけばもがくほど全身の力が抜けていく。気がつけばイーオンはトレヴァーと熱いキスを交わし、服と下着を脱いで鍛えぬいた肉体を彼に捧げていた。何も分からないまま、戦士としての使命も何もかも脱ぎ捨てて、彼女はトレヴァーの腕の中で大きな安らぎと幸せとを感じていた。一夜明け、イーオンは自分の使命に疑問を感じ、単独行動に出る。
そしてイーオンは驚くべき真実を掴んだ。実は人類はワクチンの副作用で自然妊娠できなくなっており、その事実を隠したグッドチャイルド家は自然妊娠を装って死んだ人間のクローンを誕生させ続けていた。現在のブレーニャの住民は全て、何世代にも渡って「生まれ変わり」を繰り返して来たクローン人間であり、しかもイーオンは初代トレヴァー・グッドチャイルドの妻キャサリンのクローンだったのだ。トレヴァーは7代に渡って不妊を治療するための研究を進めて来たが、現在の独裁体制を維持したい弟オーレンが、トレヴァーを抹殺するために意図的にモニカンに警備システムの弱点を流したのである。その一方で、人類は徐々に自然治癒が進んで妊娠が可能になってきており、ウナをはじめとする自然妊娠した女性たちはオーレンの手の者によって抹殺されていたのだ。
イーオンがトレヴァーの暗殺に失敗し、トレヴァーと肉体関係を持ったことを知ったオーレンは、トレヴァーを裏切り者として排除し、自ら君主となると、イーオンとトレヴァーを抹殺しにかかる。

## キャスト
※括弧内は日本語吹替
- イーオン・フラックス - シャーリーズ・セロン（藤本喜久子）： 反政府組織モニカンの美しい女戦士。
- トレヴァー・グッドチャイルド - マートン・チョーカシュ（てらそままさき）： ブレーニャ君主。
- オーレン・グッドチャイルド - ジョニー・リー・ミラー（内田夕夜）： トレヴァーの弟。兄の座を狙う。
- シサンドラ - ソフィー・オコネドー（藤貴子）： 改造人間。イーオンをサポート。
- ハンドラー - フランシス・マクドーマンド（磯西真喜）： 反政府組織モニカンの司令塔。
- ウナ・フラックス - アメリア・ワーナー（佐古真弓）： イーオンの妹。
- キーパー - ピート・ポスルスウェイト（佐々木睦）： 飛行船内でDNAを管理している老人。
- フレイヤ - キャロライン・チケジー： トレヴァーの忠実な部下。
- クラウディウス - ニコライ・キンスキー： ウナの夫。科学者。

## スタッフ
- 監督：カリン・クサマ
- 製作：デビッド・ゲイル、グレゴリー・グッドマン、ゲイル・アン・ハード、ゲイリー・ルケッシ
- 製作総指揮：トム・ローゼンバーグ、ヴァン・トフラー
- 原作：ピーター・チョン
- 脚本：フィル・ハイ、マット・マンフレディ
- 撮影：スチュアート・ドライボーグ

## 評価
レビュー・アグリゲーターのRotten Tomatoesでは107件のレビューで支持率は9%、平均点は3.50/10となった。Metacriticでは23件のレビューを基に加重平均値が36/100となった。